# سياحة داخلية

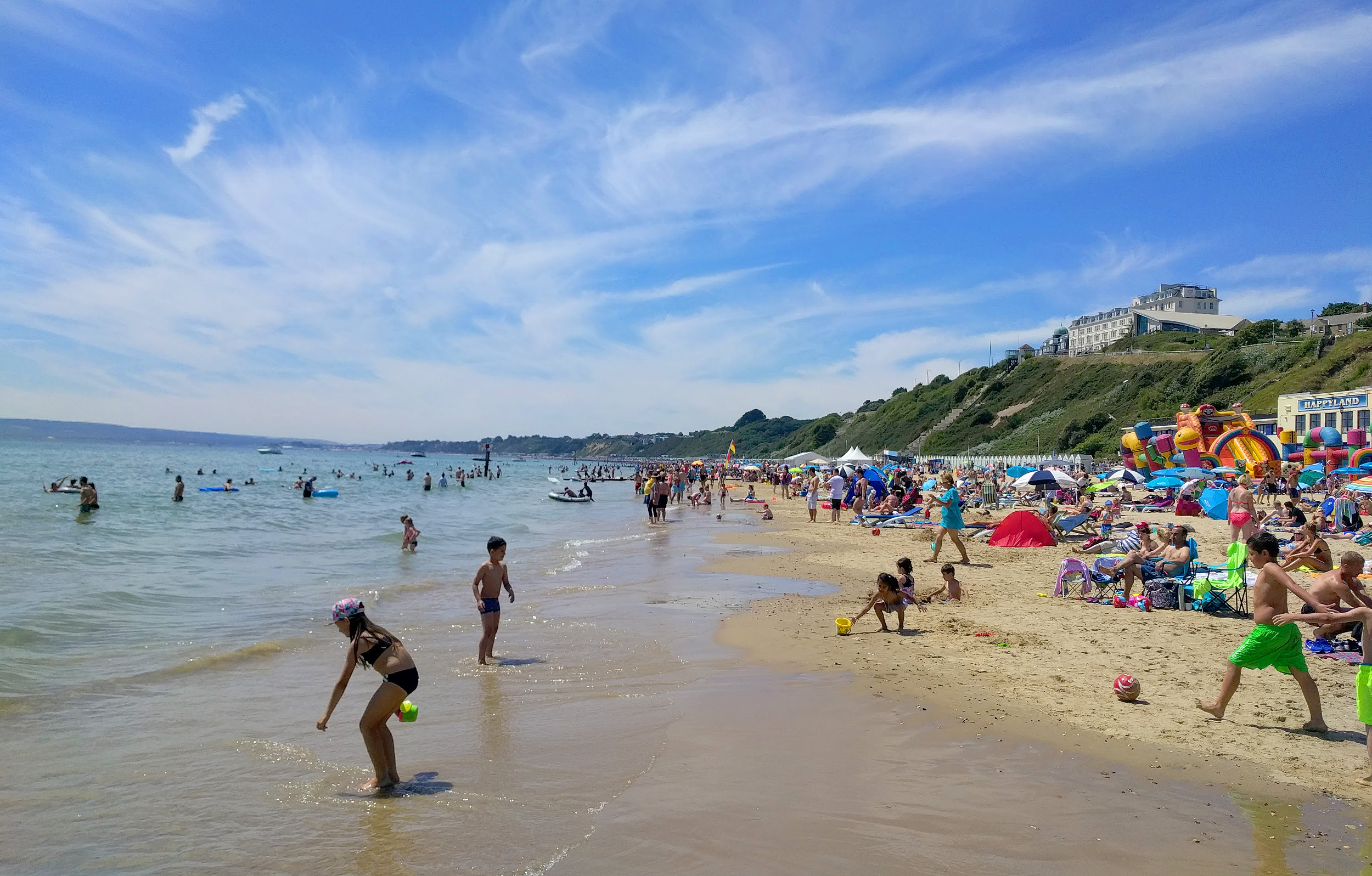
نشاط سياحي داخلي على شاطئ بورنماوث.

 السياحة الداخلية أو تُعرف أيضاً باسم السياحة المحلية، هي نشاط سياحي داخلي من نفس البلد، أي من طرف سكان بلد معين في مكان إقامتهم بغرض السياحة، لمسافة ثمانين كيلومترا على الأقل من منزلهم أو مكان إقامتهم داخل حدود البلد نفسه، وفي مدة لا تقل عن 24 ساعة ولا تتجاوز حدود السنة مع العودة إلى مقر الإقامة الأصلي.

## القيمة الثقافية
من ناحية الإشباع السياحي الثقافي والاجتماعي، من المعهود للسائح العالمي أن يتعرف على معالم بلده وثقافاتها من خلال بوابة التراث الإنساني، سواء التراث الطبيعي أو الثقافي.

## القيمة المادية
تبقى السياحة الداخلية في المرتبة الثانية من حيث اهتمام سياسات التخطيط والتوجه السياحي، الذي يكون في معظمه متجها إلى السياحة الخارجية الوافدة، نظرا إلى عامل جلب وضخ العملة الصعبة في الاقتصاد المحلي.
وبهذه النقطة تتفوق نوع السياحة الخارجية الوافدة على نوع السياحة الداخلية، رغم أهميتها في تحريك الاقتصاد الوطني والمحلي، وتعويض أي نقص طارئ على عدد الوافدين من السياح الأجانب القادمين من الخارج، خصوصا في اقتصاديات البلدان الهشة لدول الجنوب والعالم الثالث ككل، والتي تعتمد على عائدات السياحة إلى حد كبير.

## وصلات خارجية
- مقالة: لماذا تبقى السياحة الداخلية غير مقنعة؟